# Trường đua Americas
Trường đua Americas (tiếng Anh Circuit of the Americas, viết tắt COTA), tên gọi khác là trường đua Austin, là một trường đua xe chuyên dụng nằm ở thành phố Austin, bang Texas, Hoa Kỳ. Trường đua hiện đang đăng cai hai chặng đua GP Hoa Kỳ của giải đua Công thức 1 và MotoGP Americas của giải đua MotoGP.

## Lịch sử
Trường đua được khởi công vào ngày 31 tháng 12 năm 2010 và được khánh thành vào ngày 21 tháng 10 năm 2012 để kịp tổ chức chặng đua xe công thức 1 GP Hòa Kỳ vào cuối năm 2012.
Từ năm 2013 đến nay, trường đua tổ chức thêm chặng đua MotoGP mang tên GP Americas.
Năm 2020, do ảnh hưởng của đại dịch COVID-19 nên hai chặng đua Công thức 1 và MotoGP ở trường đua Austin đều bị hủy.

## Các kỷ lục tốc độ
Dưới đây là các kỷ lục vòng chạy của các giải đua được tổ chức ở trường đua Americas.
| Giải đua                                                    | Thời gian                                                   | Tay đua                                                     | Xe                                                          | Sự kiện                                                     |
| Kiểu đường Grand Prix circuit hiện tại: 5.513 km (2012–nay) | Kiểu đường Grand Prix circuit hiện tại: 5.513 km (2012–nay) | Kiểu đường Grand Prix circuit hiện tại: 5.513 km (2012–nay) | Kiểu đường Grand Prix circuit hiện tại: 5.513 km (2012–nay) | Kiểu đường Grand Prix circuit hiện tại: 5.513 km (2012–nay) |
| ----------------------------------------------------------- | ----------------------------------------------------------- | ----------------------------------------------------------- | ----------------------------------------------------------- | ----------------------------------------------------------- |
| F1                                                          | 1:36.169                                                    | Charles Leclerc                                             | Ferrari SF90                                                | 2019 United States Grand Prix                               |
| LMP1                                                        | 1:47.052                                                    | Loïc Duval                                                  | Audi R18                                                    | 2016 6 Hours of Circuit of the Americas                     |
| IndyCar                                                     | 1:48.8953                                                   | Colton Herta                                                | Dallara DW12                                                | 2019 IndyCar Classic                                        |
| Formula V8                                                  | 1:51.437                                                    | René Binder                                                 | Dallara T12                                                 | 2017 Austin Formula V8 round                                |
| LMP2                                                        | 1:52.545                                                    | Nyck De Vries                                               | Oreca 07                                                    | 2020 Lone Star Le Mans                                      |
| Indy Lights                                                 | 1:56.574                                                    | Oliver Askew                                                | Dallara IL-15                                               | 2019 Indy Lights Classic                                    |
| DPi                                                         | 1:57.198                                                    | Jordan Taylor                                               | Cadillac DPi-V.R                                            | 2017 IMSA Sportscar Showdown at COTA                        |
| DP                                                          | 1:58.616                                                    | Joey Hand                                                   | Riley Mk XXVI                                               | 2015 Lone Star Le Mans                                      |
| Prototype Challenge                                         | 2:01.245                                                    | Renger van der Zande                                        | Oreca FLM09                                                 | 2015 Lone Star Le Mans                                      |
| LM GTE                                                      | 2:02.522                                                    | Nicki Thiim                                                 | Aston Martin Vantage AMR                                    | 2020 Lone Star Le Mans                                      |
| Indy Pro 2000                                               | 2:03.116                                                    | Matthew Brabham                                             | Mazda Star Pro                                              | 2013 Austin Pro Mazda Championship round                    |
| MotoGP                                                      | 2:03.575                                                    | Marc Márquez                                                | Honda RC213V                                                | 2014 Motorcycle Grand Prix of the Americas                  |
| FRAC                                                        | 2:04.698                                                    | Linus Lundqvist                                             | Ligier JS F3                                                | 2020 Austin FRAC round                                      |
| GT3                                                         | 2:05.558                                                    | Shelby Blackstock                                           | Acura NSX GT3                                               | 2020 Austin 1st GT World Challenge America round            |
| Lamborghini Super Trofeo                                    | 2:07.033                                                    | Edoardo Piscopo                                             | Lamborghini Huracán LP 620-2 Super Trofeo                   | 2015 Austin Lamborghini Super Trofeo North America round    |
| MotoAmerica-Superbike                                       | 2:08.994                                                    | Josh Herrin                                                 | Suzuki GSX-R1000                                            | 2019 MotoAmerica Championship of Texas                      |
| MotoAmerica-Stock 1000                                      | 2:09.456                                                    | Toni Elías                                                  | Suzuki GSX-R1000                                            | 2016 MotoAmerica Championship of Texas                      |
| Trans-Am Series                                             | 2:09.486                                                    | Ernie Francis, Jr.                                          | Ford Mustang Trans-Am                                       | 2018 COTA Trans-Am round                                    |
| Moto2                                                       | 2:09.948                                                    | Franco Morbidelli                                           | Kalex Moto2                                                 | 2017 Motorcycle Grand Prix of the Americas                  |
| Ferrari Challenge                                           | 2:11.407                                                    | Cooper MacNeil                                              | Ferrari 488 Challenge                                       | 2017 Austin Ferrari Challenge North America round           |
| MotoAmerica-Supersport                                      | 2:12.616                                                    | J. D. Beach                                                 | Yamaha YZF-R6                                               | 2016 MotoAmerica Championship of Texas                      |
| Moto3                                                       | 2:15.583                                                    | Arón Canet                                                  | Honda NSF250RW                                              | 2017 Motorcycle Grand Prix of the Americas                  |
| Formula 4                                                   | 2:15.943                                                    | Joshua Car                                                  | Crawford F4-16                                              | 2019 Austin F4 United States round                          |
| GT4                                                         | 2:16.048                                                    | Matt Travis                                                 | Porsche 718 Cayman GT4 Clubsport                            | 2020 Austin 1st GT4 America round                           |
| NASCAR Xfinity Series                                       | 2:16.902                                                    | Kyle Busch                                                  | Toyota Supra NASCAR                                         | 2021 Pit Boss 250                                           |
| TCR Touring Car                                             | 2:18.404                                                    | Tyler Maxson                                                | Hyundai Veloster N TCR                                      | 2020 Austin TC America round                                |
| NASCAR Truck Series                                         | 2:31.220                                                    | Todd Gilliland                                              | Ford F-150 NASCAR                                           | 2021 Toyota Tundra 225                                      |
| NASCAR Cup Series                                           | 2:35.300                                                    | Chase Elliott                                               | Chevrolet Camaro ZL1 1LE NASCAR                             | 2021 Texas Grand Prix                                       |
| Kiểu đường National Circuit: 3.792 km (2012–nay)            |                                                             |                                                             |                                                             |                                                             |
| V8 Supercar                                                 | 1:33.5951                                                   | Jamie Whincup                                               | Holden Commodore (VF)                                       | 2013 Austin 400                                             |